# Flora Azcuénaga
Flora Azcuénaga Basavilbaso (Buenos Aires, 1767 – ib., 21 de junio de 1850) fue una filántropa argentina con una destacada actuación en la sociedad porteña durante los últimos años del período colonial y las primeras décadas, tras la emancipación rioplatense.

## Biografía
Flora Azcuénaga Basavilbaso nació en 1767 en la ciudad de Buenos Aires, entonces capital de la Gobernación del Río de la Plata, entidad territorial integrante del Imperio Español. Era hija del comerciante vasco local Vicente de Azcuénaga, natural de Vizcaya, y de la porteña María Rosa Benedicta Basavilbaso Urtubia, hija de Domingo de Basavilbaso. El poder económico y político de su familia la convertía en una de las más influyentes del territorio. Flora era hermana de Miguel de Azcuénaga, futuro brigadier y miembro de la Primera Junta de gobierno patrio y su hermana Ana de Azcuénaga casó con Antonio Olaguer Feliú, virrey del Río de la Plata.

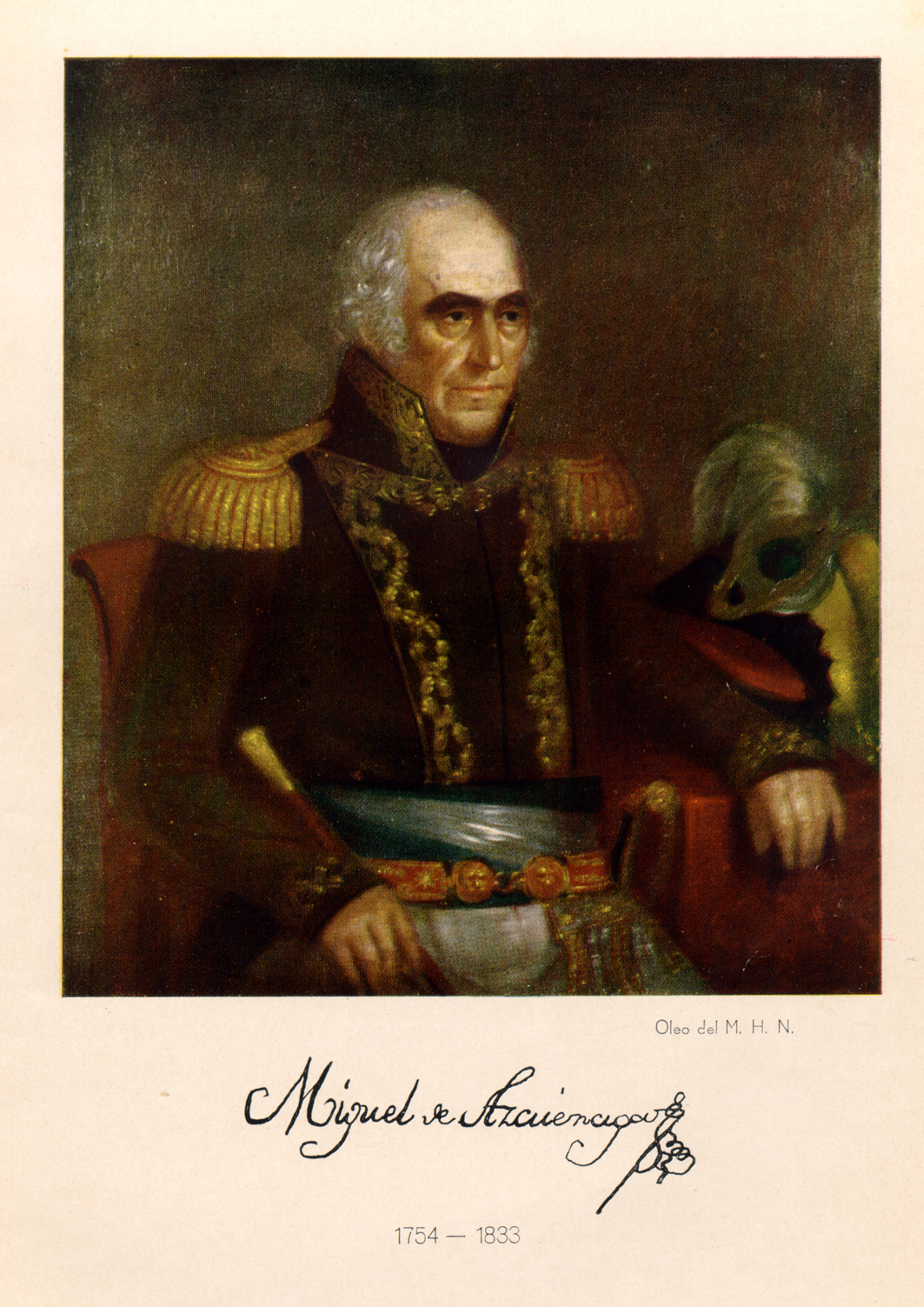
Miguel de Azcuénaga. Óleo - Museo Histórico Nacional de Argentina.

En 1781 Flora Azcuénaga contrajo matrimonio con Gaspar de Santa Coloma, natural de Álava, enlazando así con otra de las más poderosas familias de la sociedad local, con lo cual el clan que ligaba las tres familias se convertía en el más poderosos de la ciudad. Como reflejo de su posición social, «su tertulia de la calle de las Torres congregó a las principales señoras de la ciudad, entre ellas, a Isabel Casamayor de Luca, Remedios de Escalada, Carmen de la Quintanilla, María Sánchez, Antonia Palacios y Mercedes Lasala».
Fue socia fundadora de la Sociedad de Beneficencia creada el 2 de enero de 1823 por Bernardino Rivadavia, ministro secretario en el Departamento de Gobierno del gobernador de la provincia de Buenos Aires general Martín Rodríguez, tras disolver la Hermandad de la Santa Caridad. 
Presidida por Mercedes Lasala, estaba integrada por María Cabrera (vicepresidenta), Isabel Casamayor de Luca y Joaquina Izquierdo (secretarias), y las socias Flora Azcuénaga, Cipriana Viana de Boneo, Manuela Aguirre, Josefa Gabriela Ramos, Isabel Agüero, Estanislada Tartás y Write, María de los Santos Riera del Sar, María Sánchez de Mandeville y Bernardina Chavarría de Viamonte.
La Sociedad se hizo cargo de todas las instituciones de bien público destinadas a mujeres y niños, que hasta ese entonces habían regenteado las Órdenes y Hermandades, incluida la Casa de Expósitos.
Flora Azcuénaga, al poco tiempo de recibir el nombramiento declinó el honor debito «a su poca salud y a las infinitas ocupaciones que la rodeaban». La acompañó en la renuncia María de los Santos Riera del Sar, y en reemplazo de ambas (y de Estanislada Tartás por ausencia) fueron nombradas María del Rosario Azcuénaga, Justa Foguet de Sánchez y Estanislada Cossio de Gutiérrez.
Entre esas ocupaciones se encontraban las impuestas por el ejercicio de su cargo de abadesa de la Venerable Tercera Orden de San Francisco en Buenos Aires y las derivadas de su intensa vida social ya que su casa «era apreciada en la alta sociedad porteña por la hospitalidad que prodigaba».
Flora Azcuénaga de Santa Coloma murió en la ciudad de Buenos Aires el 21 de junio de 1850 y fue sepultada junto a su marido, fallecido en 1815, en el mausoleo familiar en el Cementerio de la Recoleta.
Tuvo un hijo al que sobrevivió, Francisco de Asís de Santa Coloma Azcuénaga (Buenos Aires, Virreinato del Río de la Plata, 4 de octubre de 1792 - ib., Provincias Unidas del Río de la Plata, 1 de noviembre de 1829).
En el solar donde estuvo su casa, en la esquina de la avenida Rivadavia y la calle Florida, se encuentra actualmente el Palacio de las Sociedades Anónimas.
Era dueña también de la quinta San Antonio, vecina a la que poseía su hermano Miguel de Azcuénaga, donde hoy se encuentra la Quinta Presidencial de Olivos.